# São João Nepomuceno
São João Nepomuceno là một đô thị thuộc bang Minas Gerais, Brasil. Đô thị này có diện tích 407,896 km², dân số năm 2007 là 25011 người, mật độ 62,6 người/km².